# 매산서원
매산서원은 대한민국 경기도 여주시 세종대왕면 번도리에 있다. 1986년 4월 10일 여주시의 향토유적 제10호로 지정되었다.

## 개요
매산서원은 삼우당(三憂堂) 문익점(文益漸, 1329~1398)의 학문과 덕행을 추모하기 위해, 세조 때에 경상남도 거창과 산청 지방 유림의 공의(公議)로 건립되었다. 그 후 목은 이색(1328~1396)과의 친분을 감안하여 추향하고 매산(梅山)이라는 이름으로 사액받았다. 그러다가 병자호란 때 후손인 문겸(文謙)이 지금의 위치로 이건하여 춘추로 제향해 왔으나, 흥선대원군의 서원철폐령에 따라 1868년(고종 5) 훼철되었다. 이후 삼우당의 후손으로 여주경찰서장에 취임한 문광규(文光圭)가 복원하여 오늘에 이르고 있다. 1978년에 한차례 더 보수하였고 1987년에는 서원내의 사당을 헐고 다시 지었다.
서원 내 보호수가 위치해 있다

## 사진

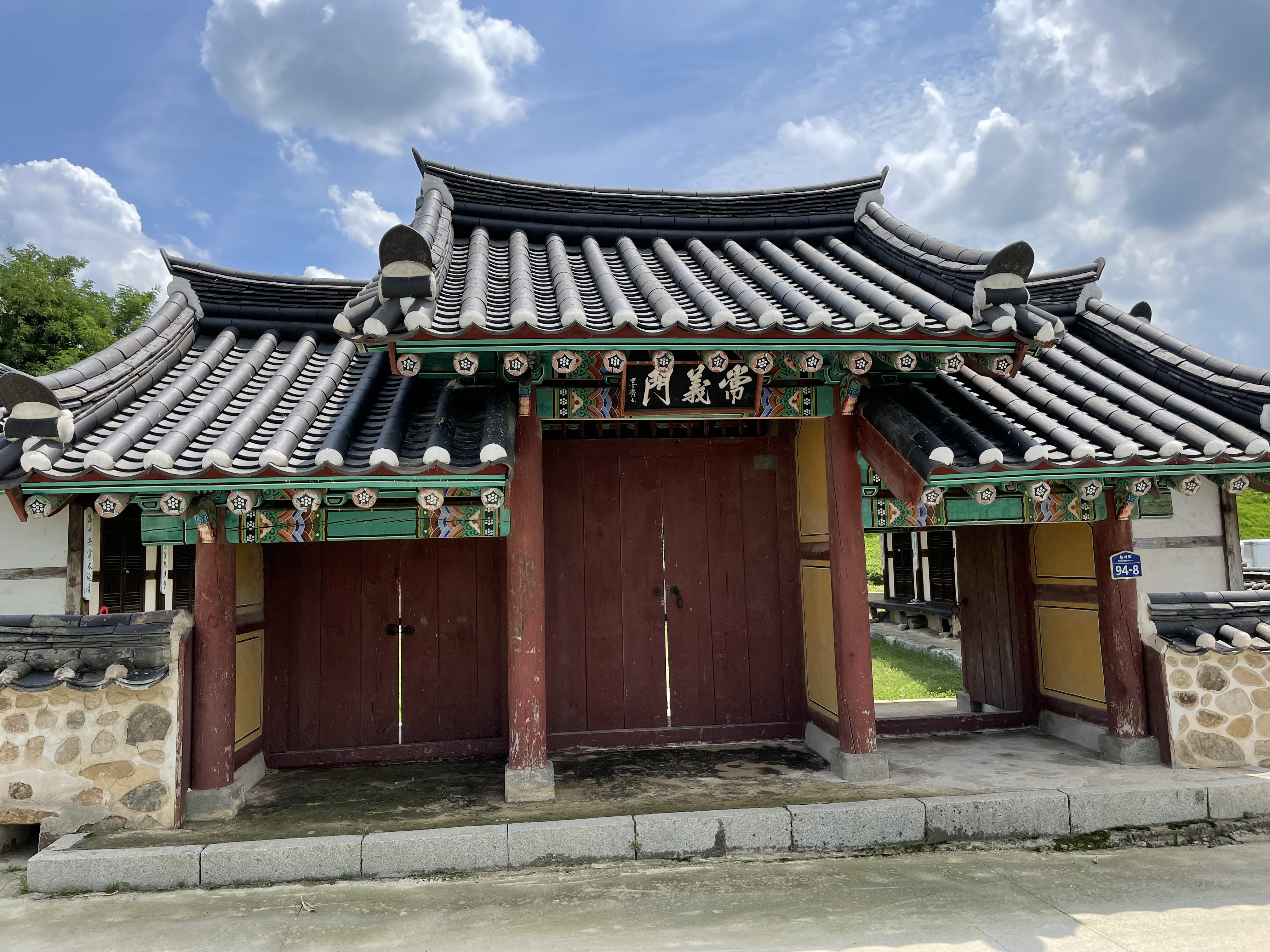
정문
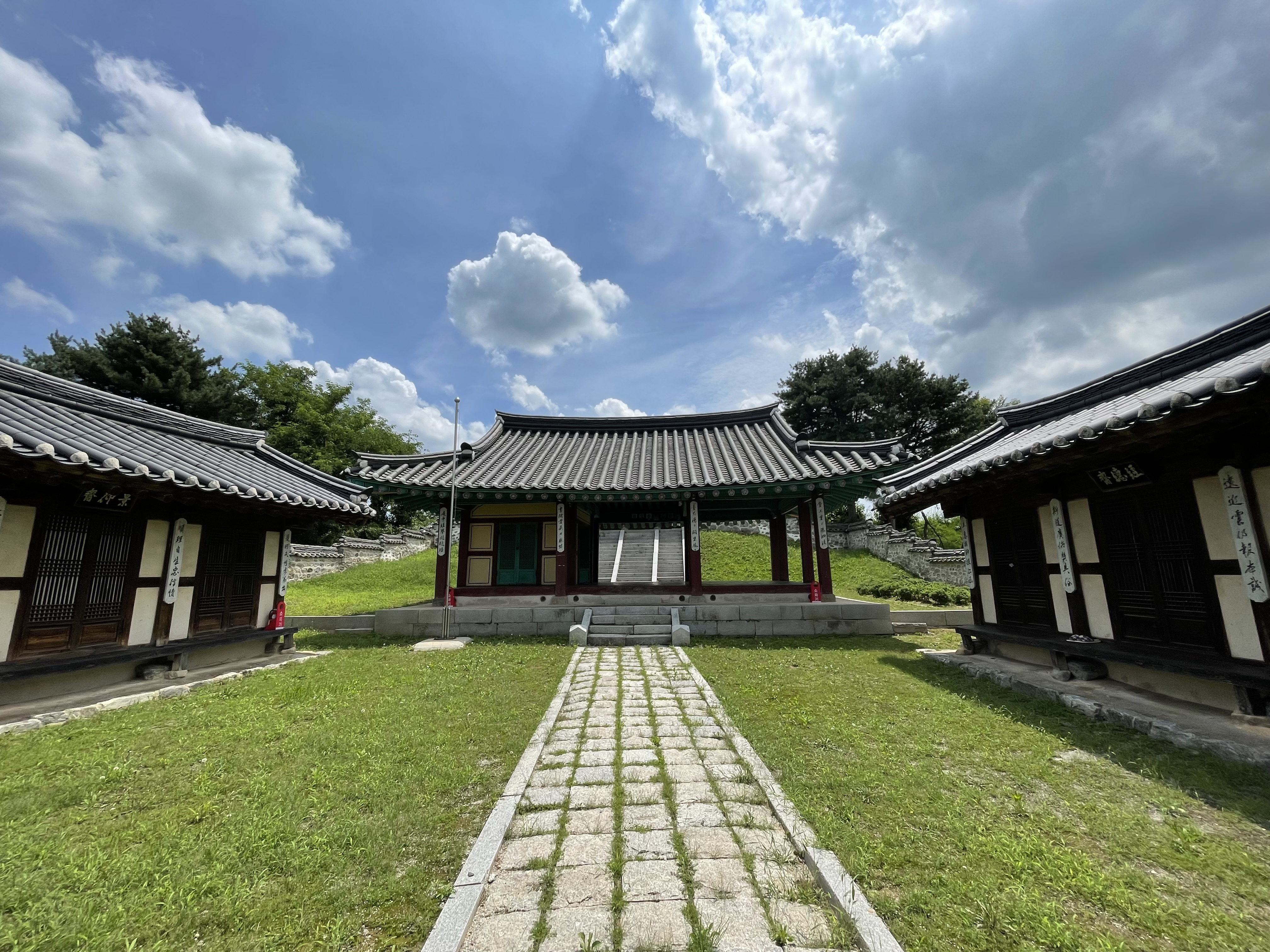
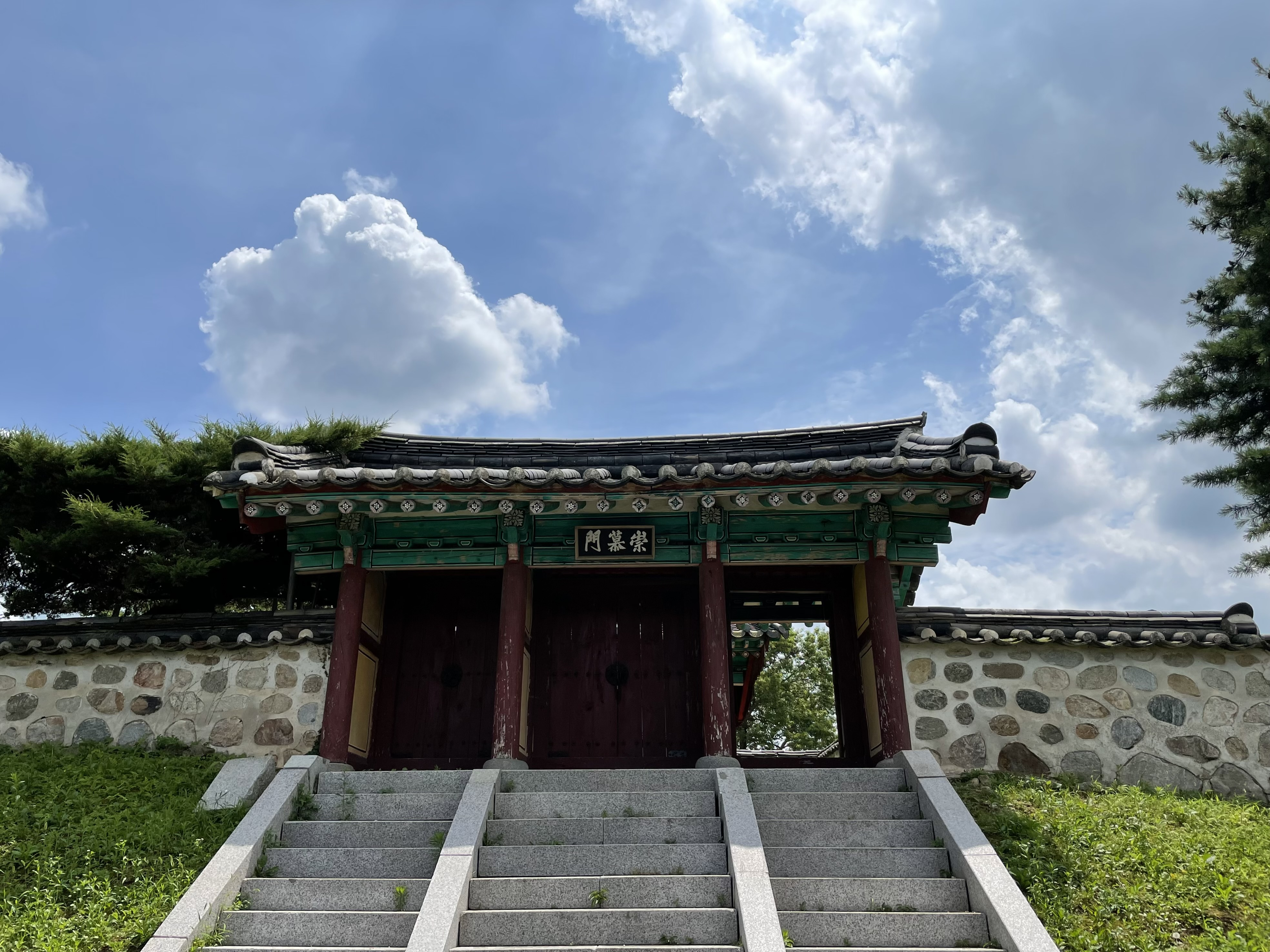
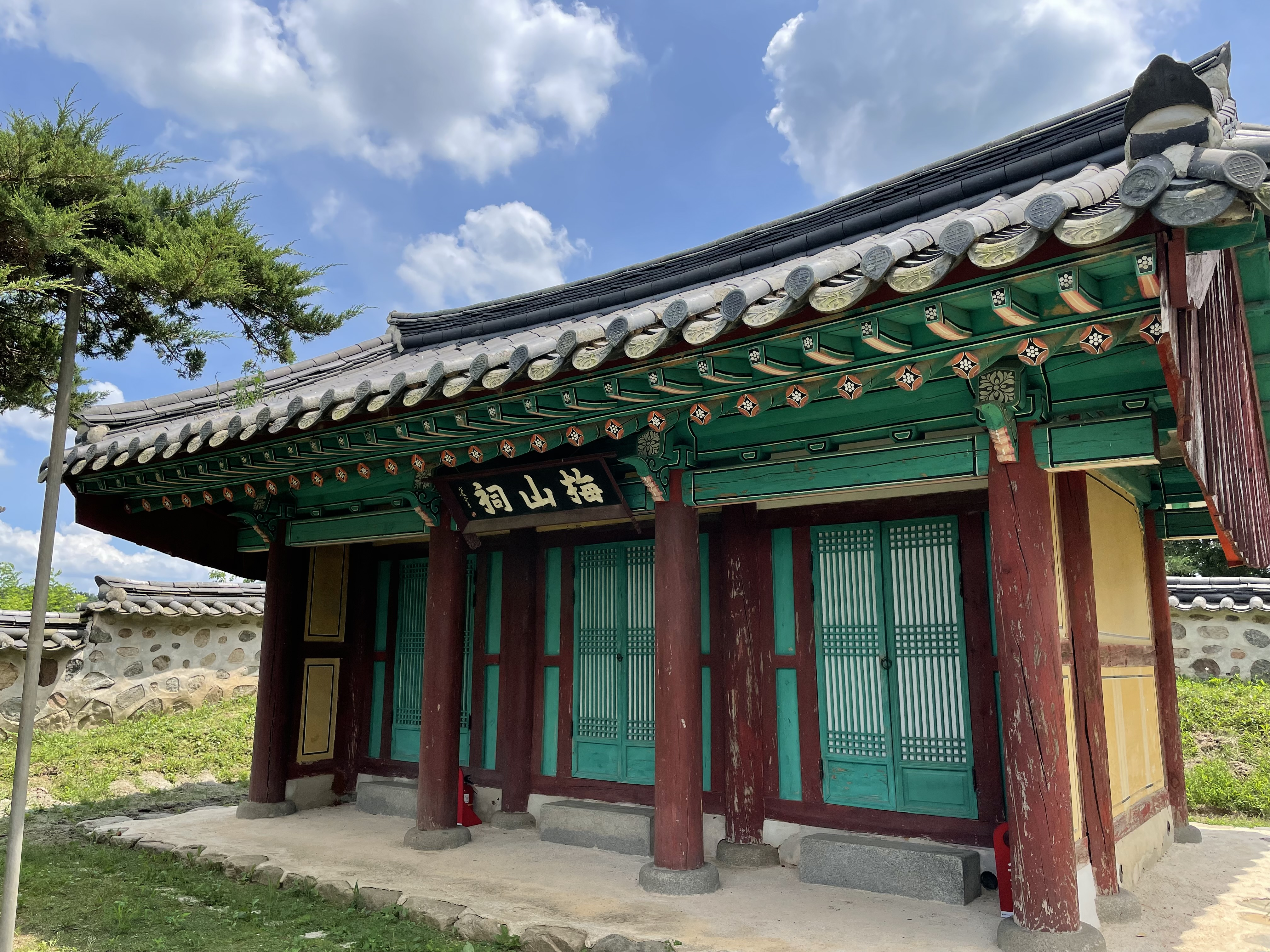
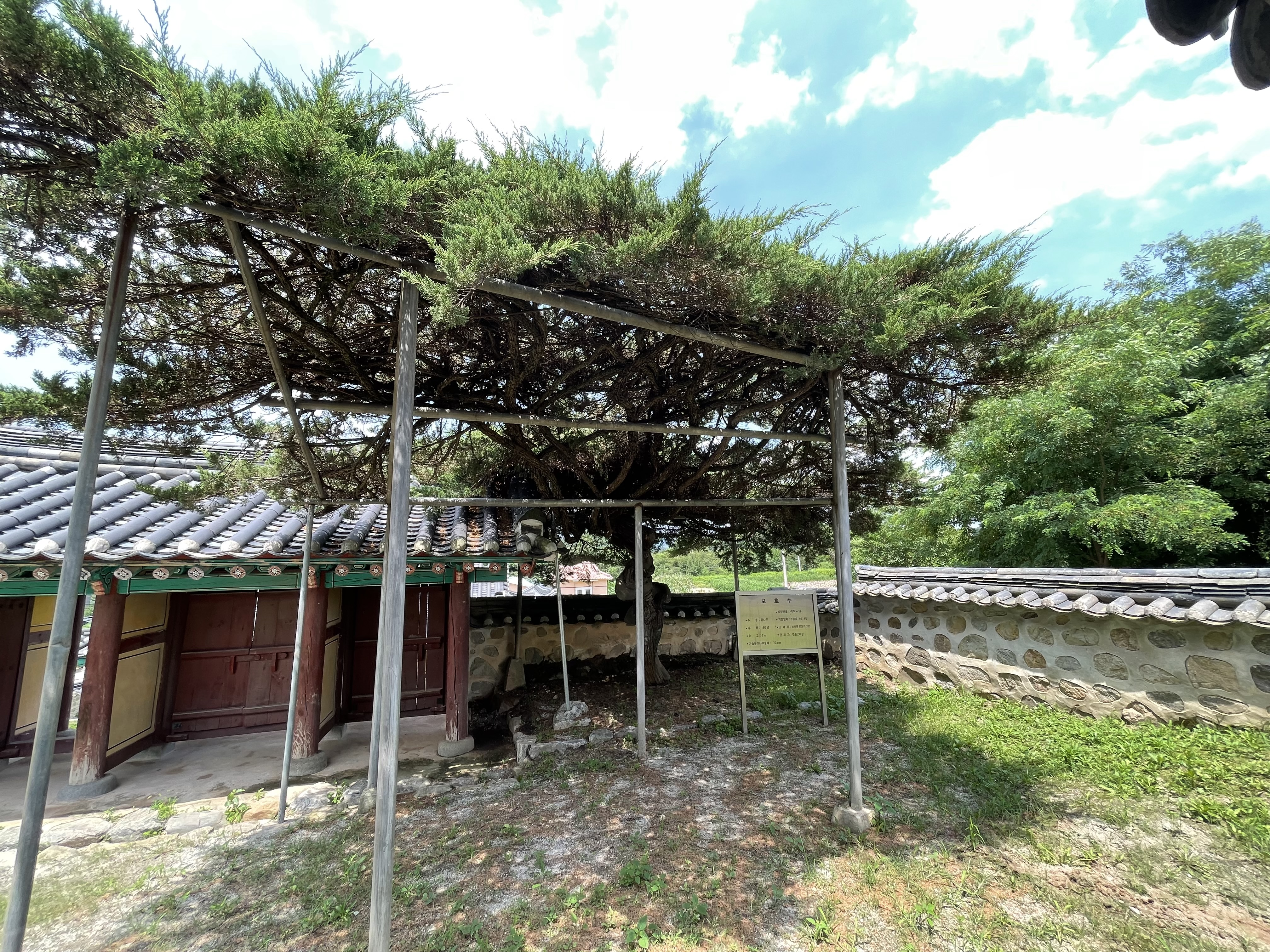
매산서원내에 위치한 보호수